# Szanda
Szanda es un pueblo ubicado en el condado de Nógrád, Hungría.

## Superficie
Posee una superficie de 21,48 kilómetros cuadrados.

## Demografía
Hasta 2021 la población era de 591 habitantes, con una densidad de población de 27,51 habitantes por kilómetro cuadrado.